# Joseph Eugene Gillet
Joseph Eugene Gillet (* 1888 in Hasselt (Belgien); † 1958 in Philadelphia) war ein US-amerikanischer Romanist und Hispanist  belgischer Herkunft.

## Leben und Werk
Gillet wurde 1910 an der Universität Lüttich promoviert mit der Arbeit Molière en Angleterre 1660-1670 (Brüssel 1913), studierte noch in München und Berlin und lehrte an der Universität Edinburgh. 1913 emigrierte er in die Vereinigten Staaten, war im Ersten Weltkrieg Infanterist, dann Mitarbeiter in der Auslandsabteilung der National City Bank in New York, schließlich Dozent. 
Gillet lehrte zuerst Deutsch an der University of Wisconsin, dann romanische Sprachen an der University of Illinois. Von 1921 bis 1924 war er Assistant Professor für romanische Sprachen an der University of Minnesota, dann Associate Professor und Leiter der Abteilung Spanisch am Bryn Mawr College, ferner von 1948 bis 1958 Professor für Romanistik an der University of Pennsylvania, sowie Gastdozent an der University of Chicago, der Princeton University und der University of California at Berkeley.
Gillet war Herausgeber der Zeitschrift Hispanic Review.

## Weitere Werke
- (Übersetzer) Christiaan Snouck Hurgronje, The holy war "made in Germany", New York/London 1915
- (Hrsg.) The Coplas del Perro de Alba, Chicago 1926
- (Hrsg.) Micael de Carvajal, Tragedia Josephina, Princeton/Paris 1932
- (Hrsg.) Propalladia, and other works of Bartolomé de Torres Naharro, 4 Bde., Bryn Mawr 1943-1961 (4. Bd. mit Otis Howard Green)